# Spoorlijn 110 (België)
Spoorlijn 110 was een Belgische spoorlijn die Piéton met Bienne-lez-Happart verbond. De enkelsporige lijn was 12,3 km lang.

## Geschiedenis
Op 20 maart 1876 werd de spoorlijn tussen Piéton en Buvrinnes officieel geopend. Op 1 december 1877 werd de spoorlijn verlengd tot Bienne-lez-Happart. Op 15 december 1880 werd de vertakking Y Buvrinnes naar spoorlijn 109 richting Lobbes geopend.
Op 24 mei 1959 werd het reizigersverkeer opgeheven. Het goederenverkeer werd in 1960 beperkt tot het baanvak Piéton - Anderlues. In 1989 werd ook hier het goederenverkeer stopgezet. De spoorlijn werd over de ganse lengte opgebroken, tussen Anderlues en Bienne-lez-Happart in 1962, tussen Piéton en Anderlues in 1989.
De spoorlijn werd nooit geëlektrificeerd.

## Lijn 281
Vanaf 1960 tot de opbraak van de lijn in 1989 was het gedeelte tussen Piéton en Anderlues industrielijn 281.

## Aansluitingen
In de volgende plaatsen was er een aansluiting op de volgende spoorlijnen:
Piéton
Spoorlijn 112 tussen Marchienne-au-Pont en La Louvière-Centrum
Spoorlijn 112A tussen Piéton en Wilbeauroux
Spoorlijn 113 tussen Manage en Piéton
Bienne-lez-Happart
Spoorlijn 109 tussen Cuesmes en Chimay